# Kjeld Abell

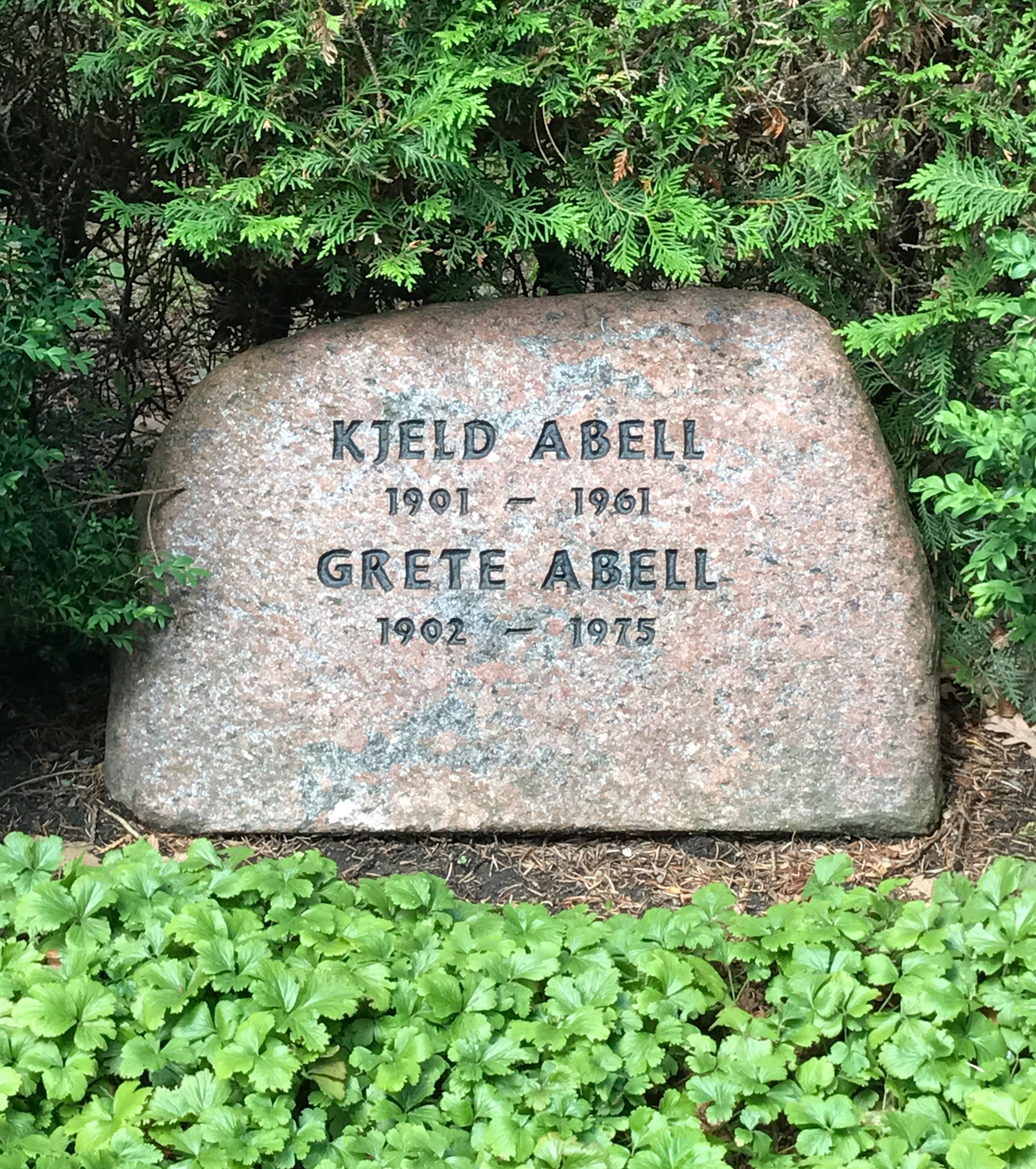
Náhrobek v Kodani

Kjeld Abell (25. srpna 1901, Ribe, Dánsko – 5. března 1961, Kodaň, Dánsko) byl dánský dramatik.

## Životopis
Kjeld Abell studoval v Paříži a Kodani, následně pracoval jako scénický výtvarník. Je autorem modernistických dramat a děl s poválečnou tematikou.